# Urgencias bizarras
Urgencias bizarras (Bizarre ER) es un programa de televisión de BBC Three que trata de casos hospitalarios. Se estrenó el 14 de febrero de 2008. Su narradora durante las tres primeras temporadas fue Freema Agyeman, y en la cuarta lo fue Sheridan Smith. La quinta temporada tuvo como narrador a John Barrowman.

## Estructura
Cada episodio muestra una historia de supervivencia milagrosa y datos curiosos, como por ejemplo una mujer que se cayó de un avión en pleno vuelo y sobrevivió. Las dos primeras temporadas, de ocho y diez episodios de duración respectivamente, se rodaron en el Hospital Universitario de Norfolk y Norwich. La tercera temporada, de 12 episodios, se rodó en el Hospital General de Northampton. La cuarta temporada, también de 12 episodios, se rodó también parte en Northampton, y otra parte en la Enfermería Real de Bradford. La serie también mostró operaciones bizarras que sucedieron a lo largo del planeta. La quinta temporada por primera vez salió de Reino Unido, rodándose en dos hospitales de Estados Unidos y uno de Gran Bretaña.

## Emisiones
| Temporada | Fecha de inicio       | Fecha de final      | Episodios | Narrador       |
| --------- | --------------------- | ------------------- | --------- | -------------- |
| 1         | 14 de febrero de 2008 | 3 de abril de 2008  | 8         | Freema Agyeman |
| 2         | 21 de abril de 2009   | 14 de julio de 2009 | 10        | Freema Agyeman |
| 3         | 10 de mayo de 2010    | 19 de julio de 2010 | 12        | Freema Agyeman |
| 4         | 28 de marzo de 2011   | 30 de mayo de 2011  | 10        | Sheridan Smith |
| 5         | 6 de julio de 2013    | 2013                | TBC       | John Barrowman |